# NGC 6391
NGC 6391 ist eine 14,5 mag helle elliptische Galaxie vom Hubble-Typ E-S0  im Sternbild Drache am Nordsternhimmel. Sie ist schätzungsweise 372 Millionen Lichtjahre von der Milchstraße entfernt und hat einen Durchmesser von etwa 100.000 Lj.
Im selben Himmelsareal befinden sich u. a. die Galaxien NGC 6393, IC 1258, IC 1259, IC 1260.
Das Objekt wurde am 1. September 1886 von Lewis A. Swift entdeckt.